# Carol E. Anway
Carol Elizabeth Anway (nacida en 1965) es una física estadounidense conocida por su trabajo en física industrial computacional para Boeing y, en particular, en la protección contra rayos para aviones.

## Biografía
Creció en Superior, Wisconsin, y estudió física y matemáticas en la Universidad Hamline en Minnesota. Completó un doctorado en física por la Universidad de California en Los Ángeles en 1995. Su tesis, Búsqueda de desintegraciones raras del mesón B a 1,8 TeV {\displaystyle p{\bar {p}}} Collisions at CDF se refería a experimentos de física de partículas en el Collider Detector del Fermilab, donde formó parte de un equipo que descubrió el cuark cima. Su investigación fue supervisada por Thomas Müller, quien más tarde se convirtió en profesor en el Instituto Tecnológico de Karlsruhe.
Después de completar su doctorado. Trabajó para Boeing, en aviones militares y en protección contra rayos para aviones comerciales. Se retiró de Boeing en 2020.
Fue nombrada miembro de la Sociedad Estadounidense de Física (APS) en 2018, "por sus avances revolucionarios en las áreas de física industrial computacional, específicamente en herramientas de simulación avanzadas que permiten modelar y comportamiento predictivo de arquitecturas de sensores y comunicaciones en sistemas altamente complejos".